# Мінерали псевдоморфні
Мінерали псевдоморфні (рос. минералы псевдоморфные, англ. pseudomorphic minerals; нім. pseudomorphe Minerale n pl) — мінерали, які утворилися на місці інших мінералів при виповненні порожнин, що залишилися після них, із збереженням форм попередніх мінералів.